# Mockfjärds församling
Mockfjärds församling är en församling i Falu-Nedansiljans kontrakt i Västerås stift. Församlingen ligger i Gagnefs kommun i Dalarnas län och ingår i Gagnefs pastorat.

## Administrativ historik
Församlingen bildades på 1620-talet genom en utbrytning ur Gagnefs församling som kapellag. Församlingen blev sedan kapellförsamling för att den 1 januari 1934 (enligt beslut den 24 februari 1933) bli annexförsamling. Mockfjärds församling behövde därefter inte längre deltaga i kostnaden för byggande och underhåll av Gagnefs kyrka.
Komministern i Mockfjärd fick enligt kunglig resolution den 27 augusti 1915 ansvaret för att sköta kyrkobokföringen i kapellförsamlingen.
Den 1 januari 1934 (enligt beslut den 24 februari 1933) överfördes till Mockfjärds församling från Gagnefs församling Gråda bys utskog och en del av lägenheterna Kraftbolaget nr 16 och 17 med en areal av 67,00 kvadratkilometer, varav 64,30 land.
Mockfjärds församling utgjorde aldrig någon egen jordebokssocken eller kommun. Vid folkräkningen 1930 anmärktes det att Mockfjärds kapellförsamling ombesörjde själv sin egen fattigvård och barnavård samt underhållet av kapellförsamlingens skolhusbyggnader.
1 januari 2016 inrättades distriktet Mockfjärds distrikt, med samma omfattning som församlingen hade årsskiftet 1999/2000.

### Pastorat
Församlingen har ingått i pastoratet med Gagnefs församling som moderförsamling.

### Kontrakt
Församlingar har hört till följande kontrakt:
- 1620-talet till 1995: Leksands kontrakt
- 1995 till 2012: Nedansiljans kontrakt
- 2012-: Falu-Nedansiljans kontrakt

## Areal
Mockfjärds församling omfattade den 1 januari 1976 en areal av 129,3 kvadratkilometer, varav 124,6 kvadratkilometer land.

## Befolkningsutveckling
| Befolkningsutvecklingen i Mockfjärds församling 1810–2020 | Befolkningsutvecklingen i Mockfjärds församling 1810–2020 | Befolkningsutvecklingen i Mockfjärds församling 1810–2020 | Befolkningsutvecklingen i Mockfjärds församling 1810–2020 | Befolkningsutvecklingen i Mockfjärds församling 1810–2020 |
| --- | --------------------------------------------------------- | --------------------------------------------------------- | --------------------------------------------------------- | --------------------------------------------------------- |
| |                                                           |                                                           |                                                           |                                                           |
| År |                                                           |                                                           | Folkmängd                                                 |                                                           |
| 1810 | 1810                                                      |                                                           | 1 055                                                     |                                                           |
| 1820 | 1820                                                      |                                                           | 956                                                       |                                                           |
| 1830 | 1830                                                      |                                                           | 1 113                                                     |                                                           |
| 1840 | 1840                                                      |                                                           | 1 171                                                     |                                                           |
| 1850 | 1850                                                      |                                                           | 1 336                                                     |                                                           |
| 1860 | 1860                                                      |                                                           | 1 448                                                     |                                                           |
| 1870 | 1870                                                      |                                                           | 1 502                                                     |                                                           |
| 1880 | 1880                                                      |                                                           | 1 674                                                     |                                                           |
| 1890 | 1890                                                      |                                                           | 1 707                                                     |                                                           |
| 1900 | 1900                                                      |                                                           | 1 678                                                     |                                                           |
| 1910 | 1910                                                      |                                                           | 1 753                                                     |                                                           |
| 1920 | 1920                                                      |                                                           | 1 670                                                     |                                                           |
| 1930 | 1930                                                      |                                                           | 1 490                                                     |                                                           |
| 1940 | 1940                                                      |                                                           | 1 334                                                     |                                                           |
| 1950 | 1950                                                      |                                                           | 1 335                                                     |                                                           |
| 1960 | 1960                                                      |                                                           | 1 878                                                     |                                                           |
| 1970 | 1970                                                      |                                                           | 2 013                                                     |                                                           |
| 1980 | 1980                                                      |                                                           | 2 491                                                     |                                                           |
| 1990 | 1990                                                      |                                                           | 2 578                                                     |                                                           |
| 2010 | 2010                                                      |                                                           | 2 264                                                     |                                                           |
| 2020 | 2020                                                      |                                                           | 2 384                                                     |                                                           |
| Anm: Källor: Umeå universitet - Tabellverket 1749-1859, Demografiska databasen, CEDAR, Umeå universitet, Befolkning per församling, Folkmängden per distrikt, landskap, landsdel eller riket efter kön. År 2015 - 2021. |                                                           |                                                           |                                                           |                                                           |

## Kyrkobyggnader
- Mockfjärds kyrka